# Susana Segovia Sánchez
 Susana Segovia Sánchez  (Badalona, 1973) es una política y activista española, diputada en el Parlamento de Cataluña desde 2018 por Comuns.

## Biografía
Licenciada en Ciencias de la Comunicación por la Universidad Autónoma de Barcelona, tiene un Máster en Cooperación internacional y otro Máster en Ciencias Políticas y un postgrado en Antropología Social y Cultural.
Ha trabajado 12 años en Ecuador como representante de la Agencia Catalana de Cooperación al Desarrollo y como experta en participación ciudadana.
Desde el año 2014 participa en la plataforma ciudadana constituida en partido político Barcelona en Comú  donde es portavoz y miembro de la dirección ejecutiva. Es presidenta de la coalición electoral En Comú Podem.
Ha sido elegida diputada en las Elecciones al Parlamento de Cataluña de 2017 donde  iba como número 6 de la circunscripción de Barcelona por la coalición electoral Catalunya en Comú-Podem.